# Andreas Ulmer
Andreas Ulmer (Linz, Áustria, 30 de outubro de 1985) é um futebolista austríaco que joga como defensor. Atualmente defende o FC Red Bull Salzburg.

## Títulos
Red Bull Salzburg
- Campeonato Austríaco (7 vezes) - 2008-09, 2011-12, 2012-13, 2013-14, 2014-15, 2015-16, 2016-17
- Taça da Áustria (5 vezes) - 2011-12, 2013-14, 2014-15, 2015-16, 2016-17

Austria Wien
- Campeonato Austríaco(1 vez) - 2005-06